# Municipio de Rural (condado de Kingman)
El municipio de Rural (en inglés: Rural Township) es un municipio ubicado en el condado de Kingman en el estado estadounidense de Kansas. En el año 2010 tenía una población de 334 habitantes y una densidad poblacional de 3,57 personas por km².

## Geografía
El municipio de Rural se encuentra ubicado en las coordenadas 37°36′32″N 98°24′5″O / 37.60889, -98.40139. Según la Oficina del Censo de los Estados Unidos, el municipio tiene una superficie total de 93.63 km², de la cual 93,6 km² corresponden a tierra firme y (0,03 %) 0,03 km² es agua.

## Demografía
Según el censo de 2010, había 334 personas residiendo en el municipio de Rural. La densidad de población era de 3,57 hab./km². De los 334 habitantes, el municipio de Rural estaba compuesto por el 97,31 % blancos, el 0,6 % eran afroamericanos, el 1,2 % eran amerindios y el 0,9 % eran de una mezcla de razas. Del total de la población el 0,6 % eran hispanos o latinos de cualquier raza.